# A szellemlovas – A bosszú ereje
A szellemlovas – A bosszú ereje (eredeti cím: Ghost Rider: Spirit of Vengeance) 2011-es amerikai szuperhősfilm, amely a Marvel Comics Szellemlovas nevű karakterén alapul. A film a 2007-es A szellemlovas folytatása. Nicolas Cage visszatért Szellemlovas szerepében. A mellékszerepeket Ciarán Hinds, Violante Placido, Johnny Whitworth, Christopher Lambert és Idris Elba alakítják. A filmet Mark Neveldine és Brian Taylor rendezték Scott M. Gimple, Seth Hoffman és David S. Goyer forgatókönyve alapján.
A film még az előző résznél is rosszabb kritikákat kapott; a negatív vélemények célpontja a forgatókönyv, a CGI és a színészi játék voltak. A mozipénztáraknál 132 millió dolláros bevételt hozott az 57-75 millió dolláros költségvetéssel szemben.
Nicolas Cage elmondta, hogy végzett a Szellemlovas filmekkel, így a tervezett folytatást eltörölték. A karakter jogai visszakerültek a Marvel Studioshoz.

## Cselekmény
Egy francia szerzetes a Szellemlovas segítségét kéri, hogy segítsen megmenteni egy fiút az ördögtől. Cserébe felajánlja neki, hogy visszaadja Johnny lelkét, de hogy ez sikerüljön, Johnny-nak meg kell küzdenie a saját démonaival.

## Szereplők
| Szereplő                    | Színész          | Magyar hang      | Leírás |
| --------------------------- | ---------------- | ---------------- | --- |
| Johnny Blaze / Szellemlovas | Nicolas Cage     | Józsa Imre       | Motoros kaszkadőr, aki eladta lelkét a démonúrnak, hogy megmentse apját a rákbetegségtől, és a démonúr szolgája lett, egy tüzes szellem, aki áldozatai gonoszságából táplálkozik.                                                             |
| Ray Carrigan / Blackout     | Johnny Whitworth | Szatory Dávid    | Zsoldos, drogkereskedő és fegyverkereskedő, akit a démonúr Blackouttá változtatott, hogy elvégezze a feladatát. Ez az átalakulás adja meg neki azt az erőt és természetfeletti képességeket, amelyekkel felveheti a versenyt Szellemlovassal. |
| Danny Ketch                 | Fergus Riordan   | Császár András   | Szörnyű összeesküvésbe keveredett kisgyerek, aki utazásai során Johnny Blaze gondozásába kerül. |
| Mephisto                    | Ciarán Hinds     |                  | Démonúr, aki Johnny Blaze-t átalakította Szellemlovassá. Mephisto nemzett egy Danny nevű gyermeket, és tervei vannak a fiúval. |
| Nadya Ketch                 | Violante Placido | Solecki Janka    | Danny anyja és Ray volt barátnője, aki segít Johnnynak megakadályozni, hogy Mephisto átvegye Danny testét. |
| Moreau                      | Idris Elba       | Varga Rókus      | Egy titkos vallási szervezet francia tagja, aki összefog Johnnyval. Ő az, aki azt mondja Johnnynak, hogy keresse meg Danny-t. |
| Methodius                   | Brett Cullen     | Mihályi Győző    | Szerzetes |
| Benedict                    | Anthony Head     |                  | Vezető szerzetes a kastélyban, ahol Nadya és Danny rejtőzködik. |
| Toma Nikasevic              | Vincent Regan    | Cs. Németh Lajos | Fegyverkereskedő, aki Carrigannal dolgozik. |

## Fogadtatás
A film többségben negatív kritikákat kapott. A Rotten Tomatoes honlapján 18%-os értékelést ért el 114 kritika alapján, és 4 pontot szerzett a tízből. A Metacritic oldalán 34 pontot szerzett a százból, 22 kritika alapján.
A 2011 decemberében tartott Butt-Numb-A-Thon nevű filmes találkozóra ellátogatott kritikusok negatívan fogadták. Ketten azt mondták, hogy még az első résznél is rosszabb, egy másik kritikája szerint az "első rész ehhez képest a Sötét Lovag". Az IGN kritikusa, Scott Collura négy csillagot adott a filmre az ötből. A Variety magazin kritikusa, Andrew Barker ugyan "fejlődésnek" nevezte az első filmhez képest, de összességében unalmasnak nevezte.